# Weng Weng
Ernesto de la Cruz, mais conhecido como Weng Weng, foi um ator e artista marcial filipino. Com apenas 83 cm de altura, está listado no Guinness como o menor ator adulto que teve um papel principal. Ele interpretou o Agente Secreto 00 no filme For Y'ur Height Only e The Impossible Kid, e também atuou no filme de faroeste D'Wild Wild Weng.

## Início da vida
Weng Weng nasceu em Baclaran. Ele foi batizado como Ernesto de la Cruz e era o mais jovem de cinco meninos. Nasceu com uma condição médica conhecida como nanismo primordial, que fez com que ele só crescesse a uma altura de 83 cm de altura. De acordo com o seu irmão Celing de la Cruz, quando a sua mãe deu à luz Weng Weng, ele era minúsculo, o que forçou os seus pais a colocá-lo sob os cuidados de uma incubadora durante os primeiros doze meses de sua vida. Durante esse tempo, os médicos avisaram ao casal que Weng Weng não poderia sobreviver, mas que, milagrosamente, o fez. Católicos fervorosos, o casal mostrou sua devoção à sua fé vestindo e desfilando o jovem Weng Weng como Santo Niño no desfile de Baclaran que ocorre anualmente.
Em sua infância, seu irmão e alguns amigos de infância o descreveram como um menino travesso, mas alegre. Também foi um entusiasta de artes marciais, mesmo quando era jovem. Weng Weng treinava rigorosamente, tornando-se assim um grande lutador. Isso abriu caminho para a sua primeira oportunidade no show business, quando o seu antigo instrutor de artes marciais apresentou-o a Pedro Caballes, um produtor independente de cinema da Liliw Productions. Pedro e sua esposa Cora Ridon Caballes "venderam" Weng Weng para outros produtores de cinema, onde interpretou seus primeiros papéis como criança, um pequeno animal ou um alienígena.

## Carreira

### 1975 a 1981: Primeiros Papeis e Descoberta
Acredita-se que o primeiro papel de Weng Weng tenha sido como o bebê Moisés em 1972, no épico bíblico "Go Tell It On The Mountain", que também estrelou o futuro presidente filipino Joseph Estrada como o adulto Moisés. Outro de seus primeiros papéis foi em 1973, em um sci-fi chamado "Moon Boy from Another Planet". Ele interpretou um pequeno alienígena que acidentalmente caiu aqui na Terra, eventualmente fazendo amizade com uma pobre garoto filipino. Este filme de baixo orçamento foi produzido quase uma década antes de outro alienígena que se encontra com um menino, no filme de Hollywood "E.T. - O Extraterrestre".  Mais tarde, o diretor do filme filipino tentou, sem sucesso, processar o diretor Steven Spielberg, alegando que ele tinha plagiado a ideia de "E.T." a partir da dele.
Dela Cruz começou a trabalhar quase exclusivamente com a Liliw Productions. Sua primeira aparição confirmada sem qualquer tipo de fantasia começou com um papel não creditado em Silakbo, lançado em 17 de outubro de 1975.
Em 1976, dela Cruz recebeu seu primeiro creditamento como Weng Weng, que seria seu pseudônimo para o resto de sua carreira, quando co-estrelou Silang Matatapang e Sila ... Sa Bawat Bangketa.
Em 1978, dela Cruz dividiu o maior faturamento com o ator Ramon Zamora (O Bruce Lee filipino) em Chopsuey Meets Big Time Papa.
Depois de aparições cameo em filmes de artes marciais e sci-fi de baixo orçamento, em 1980, Weng Weng, através de Caballes, foi apresentado ao "Rei da Comédia Filipina", Dolphy. Dolphy, com o seu grupo — RVQ Productions — produziu a paródia de espionagem The Quick Brown Fox, estrelado por Dolphy e com Weng Weng como seu "escudeiro", sendo um sucesso de bilheteria. Este foi o primeiro papel de Weng Weng em um filme de maior orçamento. O sucesso deste filme gerou uma continuação no ano seguinte, intitulado "Da Best in Da West".
Inspirados pelo sucesso de Weng Weng em sua estreia de grande orçamento, Pedro e Cora Caballes produziram For Y'ur Height Only em 1981, estrelando Weng Weng em seu primeiro e mais famoso papel protagonista. Dirigido pelo veterano diretor de dublês Eddie Nicart, no filme, Weng Weng interpreta um agente do serviço secreto chamado Agente 00. Obviamente inspirado em filmes de James Bond, For Y'ur Height Only foi um sucesso de público, e Weng Weng tornou-se da noite para o dia uma sensação no país.
O sucesso de For Y'ur Height Only foi seguido por mais seis filmes interpretados por Weng Weng durante a década de 80. No auge de sua popularidade, Weng Weng foi convidado pela então primeira-dama Imelda Marcos para o Malacañang Palace, em homenagem à sua contribuição ao cinema filipino. Ele foi nomeado Agente Secreto Honorário e recebeu uma arma personalizada calibre.25 do então vice-chefe geral do Estado Fidel Ramos. Ele realizou uma apresentação de "My Way" em um dueto de karaokê com Imelda Marcos; uma gravação não autorizada de sua performance foi mais tarde lançada em cassete, a qual vendeu 200 000 cópias. Weng Weng foi um convidado muito recorrente em programas de TV populares, festivais e noites de premiações.

### Agente 00
For Y'ur Height Only foi a primeira interpretação de Weng Weng como Agente 00, em 1981. No filme, o genial cientista Dr. Kohler é raptado por uma organização do mal liderada por "Mr. Giant". O Agente secreto 00 é chamado para resgatar o doutor, e faz isso usando uma combinação de chutes nos joelhos ou nos genitais, tiros com notável precisão, ou deslizando pelo chão e disparando sua pistola. O filme termina com Agente 00 localizando a ilha secreta de Mr. Giant e derrotando-o. O filme foi um enorme sucesso nas Filipinas e na Ásia, bem como em países distantes como a Islândia, Uganda, Tonga, Bolívia e Papua Nova Guiné.

### 1982 a 1986: estrela de filmes de ação
Em 1982, foi lançada a sequência, The Impossible Kid, e Weng Weng está agora trabalhando para a Interpol em Manila. O Chefe manda-o em busca de Mr X, um vilão que usa uma meia branca em sua cabeça. O Agente 00 precisa desvendar sua identidade e acabar com seus planos maléficos.
Weng Weng atuou novamente em 1982 no filme de faroeste "D'Wild Wild Weng", atuando no papel de "Mr. Weng". No filme, ele e seu ajudante Gordon (Max ZUMA Laurel) são enviados para o interior para investigar o assassinato do prefeito de Santa Monica. A cidade é agora dominada pelo corrupto governador Sebastian (interpretado por Romy Diaz) e seu exército de bandidos são todos vestidos como revolucionários mexicanos.

### 1987 a 1992: Fim de carreira e volta a obscuridade
Os papéis para TV e cinema de Weng Weng cessaram ao final da década de 1980. Sua fama acabou, e ninguém mais o visitava, nem mesmo seu antigo diretor e produtor, o que fez com que caísse no ostracismo. Em seus últimos anos, Weng Weng vivia em situação de pobreza na casa de sua família, e sua saúde deteriorava-se cada vez mais.

### 1993 aos dias de hoje: Successo póstumo e consequências
Internacionalmente, os filmes de Weng Weng se tornaram um raro deleite em videocassete entre os aficionados de filmes cult.
Em meados dos anos 2000, com a chegada da Internet e do YouTube, vários clipes e filmes totalmente estrelados por dela Cruz foram postados. Gradualmente, ele encontrou um novo público como estrela de cinema cult. Na época, a vida dela era vaga, embora alguns elementos dela tivessem uma base na realidade, muito do que foi escrito sobre ele era mito. Nessa época, o diretor Andrew Leavold começou a fazer um documentário para descobrir sua vida por trás do apelido Weng Weng. As descobertas sobre ele levaram a dois documentários lançados nos cinemas. Primeiro, inspirou Machete Maidens Unleashed de Mark Hartley! (2010) que enfoca a história do cinema feito nas Filipinas durante os anos de atividade dela e teve um segmento dedicado a ele. O segundo sobre sua vida, The Search for Weng Weng (2013), foi dirigido por Leavold, que também deu sequência a um livro de mesmo nome, cujos detalhes não entraram no corte final ou foram descobertos posteriormente. Ambos os filmes foram proeminentes em circuitos de festivais e aclamados pela crítica.
A pesquisa revelou que os filmes dela Cruz estão provavelmente perdidos, parcialmente perdidos, mal preservados ou armazenados em locais desconhecidos. Os filmes perdidos de Weng Weng são Agent OO e The Cute ... The Sexy n 'The Tiny. Ambas as sequências de Agent OO e D'Wild Wild Weng foram parcialmente perdidas, uma vez que as faixas de áudio em idioma Tagalog originais nunca foram encontradas. A fita mestre de The Quick Brown Fox da ABS-CBN se desintegrou após sua última exibição em suas instalações.

## Morte
Em 29 de agosto de 1992, Ernesto dela Cruz, aos 34 anos de idade, morreu em Pasay City, de ataque cardíaco. Conforme descrito por seu irmão, naquela manhã, dela Cruz, que já estava doente de cama devido a um ataque cardíaco anterior, caiu da cama e foi encontrado inconsciente. Dela Cruz foi levado às pressas para o hospital, onde foi declarado morto, sendo como causa oficial ataque cardíaco por hipertensão. 
Uma causa comum de morte entre aqueles que sofrem de nanismo primordial. A expectativa de vida para as pessoas com essa doença é de 30 anos, pois frequentemente desenvolvem complicações vasculares, resultando em ataques de coração.

## Legado
Weng Weng foi o assunto do documentário intitulado The Search for Weng Weng, dirigido de forma totalmente independente pelo australiano Andrew Leavold, dono de uma videolocadora de filmes cult. Ele constatou que há onze filmes confirmados de Weng Weng, com mais dois aguardando verificação. Três filmes com Dolphy (Da Best In Da West, Stairiray e The Quick Brown Fox) estão nos arquivos de TV em Manila, mas os títulos da Liliw Productions ainda são de propriedade da produtora Cora Caballes, e ela afirma que eles estão em Betacam e armazenados em algum lugar em Manila.
O reconhecimento online de Weng Weng cresceu em abril de 2007, com o lançamento do vídeo "Weng Weng Rap" de The Chuds e John R of R Room. Esse vídeo foi disseminado pelo fórum australiano de música Fasterlouder.com.au, tornando Weng Weng um popular meme entre os membros.
Em 2008, o grupo brasileiro de comédia Hermes & Renato fez para o programa Tela Class uma redublagem com o filme The Impossible Kid. A paródia foi chamada Um Capeta em forma de guri retratando Weng Weng como Dioguinho, um menino travesso e inconsequente.